# Margareta Raab
Eva Margareta Raab, (född Juul) född 8 januari 1965, är en svensk organist och körledare i Uppsala domkyrka. 
Margareta Raab efterträdde år 2003 Andrew Canning som dirigent för Uppsala Domkyrkas Gosskör och blev samtidigt dirigent för Uppsala Domkyrkas Flickkör. 
Hon är utbildad vid Geijerskolan i Ransäter och på Kungliga Musikhögskolan i Stockholm, och var tidigare verksam som kyrkomusiker och körledare i Oscarskyrkan, Stockholm, där hon ledde kyrkans barn- och ungdomskörer i 15 år. 
Margareta Raab anlitas ofta som gästdirigent och föreläsare i ämnet barn- och ungdomskörsmetodik.